# Placas de identificação de veículos no Quênia

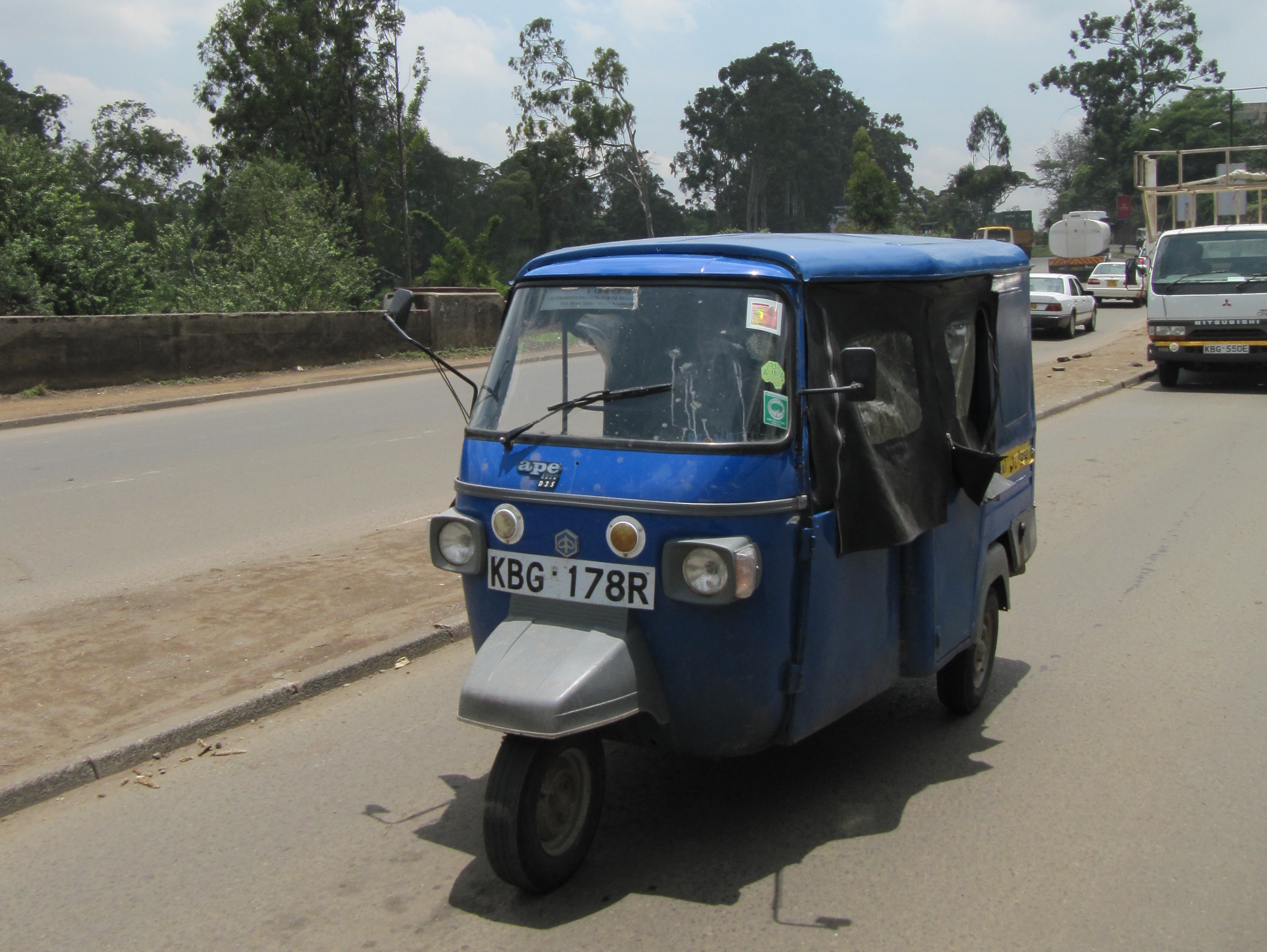
Um tuk-tuk usando o modelo atual de placas quenianas, na cidade de Nairóbi.

As placas de identificação de veículos no Quênia  caracterizam-se pelo uso de caracteres pretos em fundo branco. O formato é LLL NNNL, onde "L" representa letras e 'N' indica números. 
O sistema anterior caracterizava-se pelas placas com caracteres brancos ou prata em fundo preto. De acordo com a Secretaria Nacional de Estatísticas do Quênia, há mais de 1626380 veículos nas estradas quenianas em 2011.

## 1920-1989

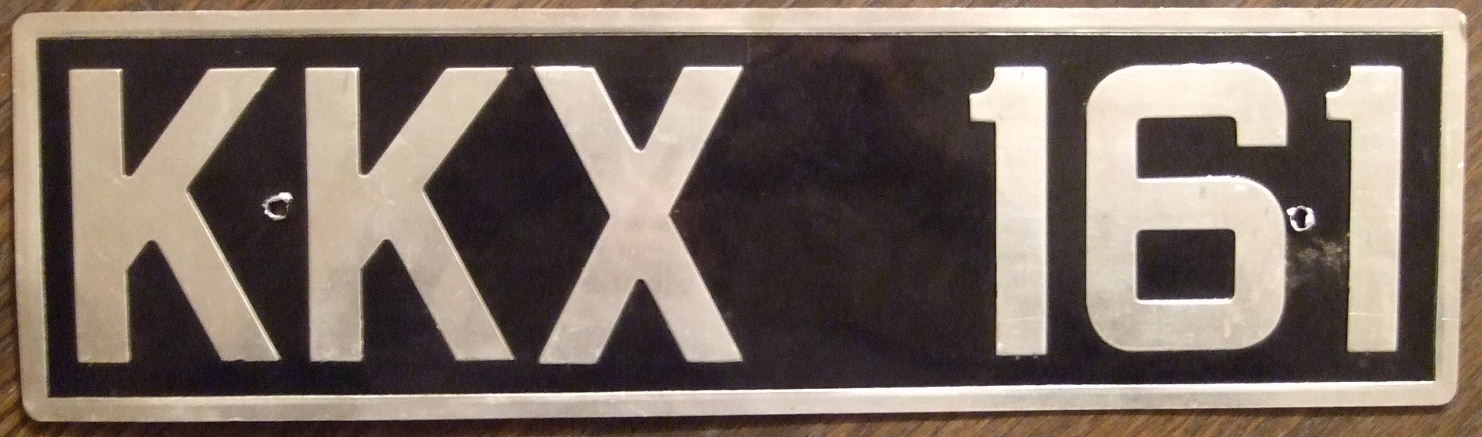
Uma placa usada no sistema vigente de 1950 a 1989

Não se sabe quando o primeiro veículo foi registrado no Quênia, mas acredita-se que tenha sido por volta de 1920. Letras únicas foram atribuídas a cada um dos 14 distritos de registro ( N=Kiambu, E=Kisumu, J=Kitale, B, H, T, W=Nairobi, A=Mombaça, C=Nakuru, D=Kericho, F=Eldoret, G=Nyeri, K=Muranga (Fort Hall), L=Kisii, Q=Machakos, S=Lamu, V=Isiolo, Y=Naniuqui. Seguia-se um número de série de 1 a 9999. O padrão usado era de caracteres brancos em fundo preto, com exceção dos veículos de uso comercial, que usavam caracteres pretos em fundo branco.
Em 1950, teve lugar a introdução de um novo sistema, com o prefixo K (de Kenya) com o uso de de três letras, em função do aumento do número de veículos regional, como a seguir;trados. Ele foi introduzido numa base regional, como se segue
Todas as placas começavam com K, seguidas pelo código regional (abaixo) e uma letra seria de A a Z, com exceção das I e O.
- Nairobi - KB (1950), KF (1955), KG (1959), KH (1961), KK (1965), KM (1968), KN (1970), PQ (1972), KQ (1974), KR (1976) e KV (1978)
- Mombaça - KA (1950), KJ (1966), KT (1977)
- Nakuru - KC (1950), KL (1967), KS (1977)
- Kisumu - KD (1950), KU (1977)
- Naniuqui - KE

## 1989- atual
Após o registro do veículo de placas KZZ 999, em 1989 iniciou-se um novo sistema. A série siga KAA 001A para KAZ 999Z A série KAA xxxA série tinha, a vantagem é que cada terceira letra sequencial garantia a possibilidade de 23976 registros em vez dos anteriores 999. As séries KAF, KAO e KAI foram omitidas.
Em 2007, após o registro do veículo de placas KAZ 999Z, a terceira geração foi iniciada em 2007 como KBA 001A. A série correu a partir de KBA 001A até KBZ 999Z.
Em 2014, o governo anunciou uma reformulação das placas com uma nova aparência e o uso de chips eletrônicos. 
Nesse mesmo ano, após o registro do veículo de placas KBZ 999Z, a quarta geração foi iniciada em 2014, como a placa KCA 001A. A série irá executar a partir do KCA 001A para KCZ 999Z